# Алід (вулкан)
Вулкан Алід — стратовулкан, розташований у північному регіоні Червоного моря Еритреї в западині Данакіль. Висота піку від його основи становить 904 м.  
Алід — ізольований, розчленований вулкан у центральній Данакільській западині. Витягнутий у напрямку зі сході на захід перпендикулярно до грабена Алід, він складається зі структурного купола з піднятих на 700 м осадових порід над дном грабена, який утворився інтрудуванням магматичного тіла. Купол увінчаний крутими потоками базальтової та ріолітової лави. Під час пізні вивержень у пізньому Плейстоцені вулкан вивергав ріолітову пемзу. Грабен розміром 2 х 3 км перетинає вершину купола, а кратер, для якого характерними є виверження Плініанського типу, займає західну третину западини на вершині. Величезні лавові поля ймовірно голоценового віку, що походять із тріщин жерл, спускаються схилами на північному заході та на південному заході. Невеликі конуси та кратери, які були джерелом потоків, розташовані вздовж тріщин північно-західного напряму. Фумаролічна активність продовжується в широких районах на північній вершині та фланзі.

## Дивитися також
- Список вулканів Еритреї
- Список стратовулканів